# Yvan Goll

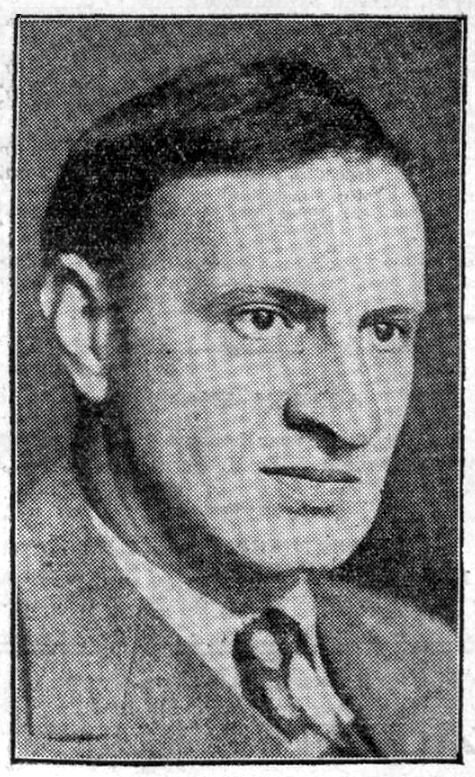
Ivan Goll, 1932

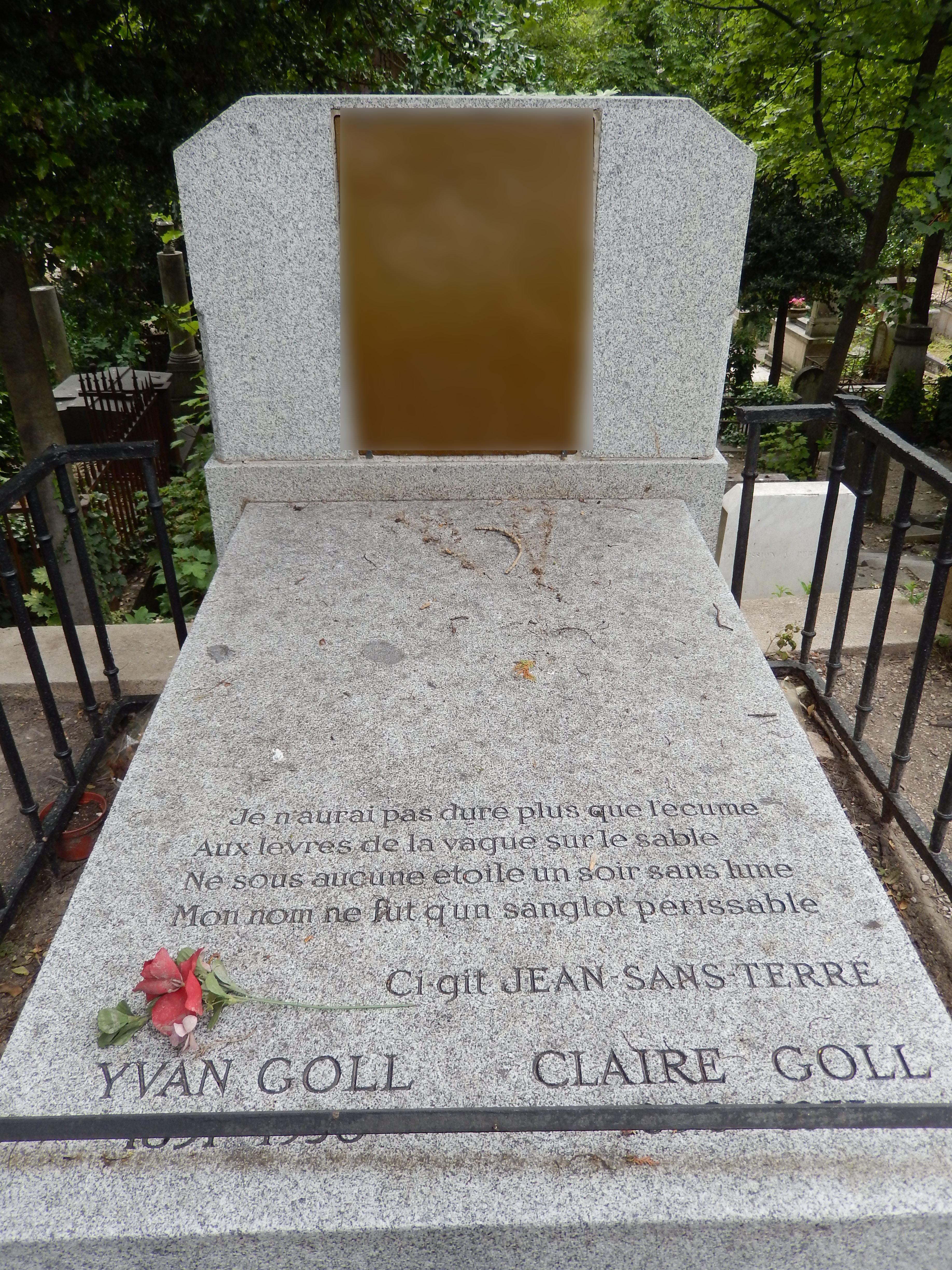
Graf van Yvan Goll

Yvan Goll (Saint-Dié-des-Vosges, 29 maart 1891 – Neuilly-sur-Seine, 27 februari 1950) was een Duits-Frans dichter, romanschrijver en toneelauteur uit het expressionisme. Goll was een van de zestien pseudoniemen van Isaac Lang, die hij sinds 1915 gebruikte.

## Leven
Als pacifist met de Duitse nationaliteit vluchtte Goll voor het oorlogsgeweld van de Eerste Wereldoorlog naar Zwitserland, waar hij in 1917 zijn beroemde gedicht Requiem. Für die Gefallenen von Europa schreef. In 1919 verhuisde hij naar Parijs en werd er door het surrealisme beïnvloed; na in 1921 met Claire Aischmann te zijn gehuwd, pendelde hij heen en weer tussen Berlijn en Parijs, en begon zich vragen te stellen over de identiteit van Europa en hoe het met dit continent verder moest: een thema dat een leidmotief in zijn werk is gebleven.
Samen met zijn vrouw schreef hij in 1925 Poèmes d'Amour, in 1926 Poèmes de Jalousie en in 1927 Poèmes de la Vie et de la Mort. Goll schreef zowel in het Duits als in het Frans, en later eveneens in het Engels, toen hij in het kader van de opmars van het fascisme - Goll was een jood - naar Amerika uitgeweken was. Zijn Amerikaanse ervaringen stimuleerden verder zijn interesse in het verschil tussen het oude, kapotte Europa, een wereld die zichzelf heeft vernietigd, en het nieuwe, dynamische Amerika, dat desondanks hol van binnen schijnt te zijn. Zijn novelle Die Eurokokke uit 1927 handelt over een bacterie die heel Europa, inclusief zijn gebouwen, aanvreet, en het leven uit het continent verwijdert; de vrolijke oppervlakkigheid van de gay twenties, en het antidotum tegen de Europese ziekte, het Amerikoön, helpen niets omdat het hart uit de samenleving verdwenen is. Op ditzelfde thema borduurt Goll steeds voort, onder andere in zijn romans Le Microbe de l'Or uit 1927 en Sodome et Berlin uit 1930.
In zijn Amerikaanse periode schreef hij onder meer het toneelstuk Fruit from Saturn, dat over de atoombommen op Hiroshima en Nagasaki gaat; hij bleef echter steeds in een surrealistische, vaak ietwat ironische sfeer baden.
In 1947 werd bij Goll leukemie vastgesteld; hij keerde terug naar Parijs en overleed er drie jaar later. Zijn werk is nooit in de vergetelheid geraakt, maar komt anderzijds zelden in de schijnwerpers, omdat het doorgaans hermetisch is en in zijn expressionistische bevlogenheid een - heden dikwijls gedateerd bevonden - idioom hanteert. Desalniettemin is het surrealisme van Ywan Goll in zekere zin een voorloper van het postmodernisme.

## Werken
- 1912 Lothringische Volkslieder
- 1914 Der Panamákanal
- 1917 Requiem. Für die Gefallenen von Europa
- 1922 Methusalem oder Der ewige Bürger
- 1925 Poèmes d'Amour (met Claire Aischmann)
- 1926 Poèmes de Jalousie (met Claire Aischmann)
- 1927 Poèmes de la Vie et de la Mort (met Claire Aischmann)
- 1927 Die Eurokokke (in het Frans: Lucifer Vieillissant)
- 1927 Le Microbe de l'Or
- 1928 Der Mitropäer
- 1929 Agnus Dei
- 1930 Sodome et Berlin
- 1946 Fruit from Saturn
- 1957 Neue Blümlein des heiligen Franziskus (in het Frans: Nouvelles petites fleurs de Saint François)
- 1960 Dichtungen (postuum)

- Bibsys: 90090968
- Biblioteca Nacional de Chile: 000508871
- Biblioteca Nacional de España: XX1286473
- Bibliothèque nationale de France: cb120244227 (data)
- CiNii: DA03840551
- Digitale Bibliotheek voor de Nederlandse Letteren: goll006
- Gemeinsame Normdatei: 118540564
- Historisch woordenboek van Zwitserland: 028050
- International Standard Name Identifier: 0000 0003 6855 0562
- Library of Congress Control Number: n82116392
- Bibliotheek van het Japanse parlement: 00441221
- Nationale Bibliotheek van Tsjechië: jn20000602010
- Nationale bibliotheek van Australië: 36515811
- Nationale Bibliotheek van Israël: 987007261831505171
- Nationale Bibliotheek van Polen: a0000001908076
- Nationale en Universitaire bibliotheek Zagreb: 000086646
- Nederlandse Thesaurus van Auteursnamen: 068698836
- Réseau des bibliothèques de Suisse occidentale: 02-A000072814
- Istituto Centrale per il Catalogo Unico: CFIV028221
- LIBRIS: 188389
- SNAC: w6r50rh6
- Système universitaire de documentation: 02840209X
- Trove: 1266878
- Virtual International Authority File: 39390718
- WorldCat: E39PBJjHjVc4TBpdDtyY363CwC